# Vanzone con San Carlo
Vanzone con San Carlo – miejscowość i gmina we Włoszech, w regionie Piemont, w prowincji Cusio Ossola, w dolinie Valle Anzasca w Alpach Pennińskich.
Położona około 100 kilometrów na północny wschód od Turynu i około 35 kilometrów na zachód od Verbanii.
Według danych na rok 2004 gminę zamieszkiwało 512 osób, 32 os./km².